# 7. Gardearmee (Rote Armee)
Die 7. Gardearmee (russisch 7-я гвардейская армия) war ein militärischer Großverband der Roten Armee, der während des Zweiten Weltkrieges 1943 an der mittleren und 1945 an der südlichen Ostfront eingesetzt wurde. Das Kriegsende der Armee spielte sich in Ungarn und der Tschechoslowakei ab.

## Geschichte

### 1943
Die 7. Gardearmee wurde am 1. Mai 1943 auf Anweisung der Stawka vom 16. April durch Umbenennung des Stabes und Oberkommandos der 64. Armee aktiviert. Sie war Teil der Woronesch-Front und umfasste folgende Großverbände:
- 24. Garde-Schützenkorps mit der 15., 36., 72. Garde-Schützen-Division
- 25. Garde-Schützenkorps mit der 73., 78. und 81. Garde-Schützen-Division

Anfang Juli 1943 kämpfte die Armee während der Schlacht von Kursk bei der Woronesch- und (ab 18. Juli) Steppenfront. Während der Kämpfe im Raum westlich von Korotscha wehrte die Armee die Angriffe der Armeeabteilung Kempf ab und rückte dann zusammen mit der 69. Armee vor.
Die Armee nahm Anfang August an der Belgorod-Charkower Operation teil. Die 7. Gardearmee hatte nach dem Plan von Generaloberst Konew den Donez zu überqueren und zusammen mit der 53. Armee die deutsche Gruppierung im Raum von Belgorod einzukreisen. Sie war personell die zweitstärkste der Front: Die Truppenzahl stand bei etwa 75.000 Mann, die Kampfstärke einer Schützendivision zählte aber nicht mehr als 5.100 Mann. Das 25. Garde-Schützenkorps stand mit etwa 15.500 Mann beim Angriff am Brückenkopf bei Solominow im Schwerpunkt der Armee. Die beiden Panzerbrigaden der Armee konnten nach den schweren Vorkämpfen im Juli nur 162 Panzer einsetzen, die Artillerie zählte 1523 Geschütze und Granatwerfer (einschließlich 99 Flakgeschütze).
Das deutsche XI. Armeekorps hielt auf dem rechten Ufer des Donez noch zwei kleine Brückenköpfe, die es standhaft verteidigte.
Am 5. August begannen die Kämpfe um Belgorod. Die Truppen der 7. Gardearmee erkämpften den Übergang am Donez und erreichte den östlichen Stadtrand, gleichzeitig drangen Truppen der 69. Armee von Norden her in die Stadt ein. Es gelang den beiden angreifenden Gardekorps am 23. August im neuerlichen Zusammenwirken mit der 69. Armee und mit Unterstützung der 5. Luftarmee auch Charkow zu befreien. Als sich die Offensive Ende September weiter entwickelte, erreichten die Formationen der 7. Gardearmee bei Dnjeprodserschinsk den Dnjepr und bildeten im Raum Puschkarowka einen Brückenkopf am rechten Ufer.

### 1944
Im Winter und Frühjahr 1944 war die 7. Gardearmee Teil der 2. Ukrainischen Front (ab 20. Oktober 1943) und kämpfte in der Dnepr-Karpaten-Operation bei der Rückeroberung des rechten Ufer der Ukraine.
Bei der Kirowograder Operation beteiligten sich ihre Truppen in Zusammenarbeit mit anderen Armeen der Front an der Befreiung der Stadt Kirowograd (8. Januar). Der Armee wurde Ende Februar das 27. Garde-Schützenkorps (Generalmajor J. S. Aljechin) zugeführt und überquerte im Zuge der Uman-Botosaner Operation am 21. März den südlichen Bug.
Während der Operation Jassy-Kischinew erfolgte der Durchbruch am 20. August aus dem Raum Botoșani-Suceava nach Süden, der Vormarsch erfolgte durch das nördliche Szeklerland westwärts in Richtung auf Târgu Mureș. Das Oberkommando der 2. Ukrainischen Front bereitete noch während der Debrecener Operation den entscheidenden Angriff auf Budapest vor. Zu diesem Zweck konzentrierten sich bis Ende Oktober erhebliche Kräfte auf den linken Frontflügel, wohin auch die 7. Gardearmee verlegt wurde. Von Süden her aus zielte die 57. Armee der benachbarten 3. Ukrainischen Front ebenfalls auf Budapest. Von Hódmezővásárhely bis nördlich von Szolnok besetzte die südlicher operierende 53. Armee und die 7. Gardearmee bis Ende Oktober das gesamte östliche Ufer der Theiß. Die sowjetische 40. und die rumänische 4. Armee, die auf dem rechten Flügel operierten, vollendete in diesen Tagen die Besetzung des nördlichen Siebenbürgen und überquerten ebenfalls die rumänisch-ungarische Grenze.
Vor Beginn des Budapester Operation ordnete die Stawka den gleichzeitigen Einsatz von zwei mechanisierten Kavalleriegruppen in den Raum nördlich von Budapest an. Bei der mechanisierten Kavalleriegruppe Plijew fanden einige organisatorische Änderungen statt, das 4. und 6. Garde-mechanisierte Korps wurde im Abschnitt der 7. Gardearmee eingesetzt. Anfang November 1944 überquerte die 7. Gardearmee den Theiß-Abschnitt, die Kavalleriegruppe Plijew wurde in die Offensivzone eingeführt, wo der Hauptangriff der 2. Ukrainischen Front erfolgen sollte. Marschall Malinowski konzentrierte fast 1600 Geschütze am linken Flügel, der Angriff des 2. und 4. Garde-mechanisierten Korps eroberte die Städte Szolnok und Abony. Der Angriff der 7. Gardearmee aus dem Raum nordöstlich von Szolnok wurde mit dem Ziel geführt den Brückenkopf am Westufer zu festigen. Der Rest der Truppen setzte die Offensive in Richtung Miskolc fort und verhinderte gegnerische Truppenabzug in das Budapester Gebiet. Im Dezember rückte die Armee in der zweiten Angriffsphase hinter der eingeschobenen 6. Gardepanzerarmee vor, um Budapest von Norden aus zu umgehen, erreichte am 26. Dezember die Donau und schloss gemeinsam mit den Truppen der 3. Ukrainischen Front die Einschließung von Budapest ab.

### 1945
Am 6. Januar wurde die deutsche Verteidigung am Hron-Abschnitt durchbrochen, bis zum Abend des 7. Januar konnte die 7. Gardearmee 25 bis 35 km vorrücken und erreichte Nové Zámky und Komárno. Am 11. und 13. Januar folgten deutsche Gegenangriffe durch die neu herangeführte 20. Panzerdivision, welche die sowjetischen Truppen am Zusammenfluss von Hron und Neutra etwa 15–16 km zurückwerfen konnten. Am 14. Januar gingen beide Seiten in Verteidigung über. Im Februar 1945 wurde im Rücken der Front die Abwehr der Ausbruchsversuche der Budapester Garnison unterstützt. Das 30. Schützen- und das 18. Garde-Schützenkorps nahmen vom 22. Januar bis 13. Februar unter Führung von General I. M. Managarow an der Ausschaltung der Budapester Garnison teil.
Armeegliederung im März 1945
27. Garde-Schützenkorps – Generalmajor Jewgeni Stepanowitsch Aljechin, ab 24. April A. I. Losew
- 93. Garde-Schützen-Division – Oberst Pjotr Markowitsch Marolles
- 141. Schützen-Division – Generalmajor Wassili N. Moloschajew

25. Garde-Schützenkorps – Generalmajor Fjodor Afanasjewitsch Ostaschenko
- 303. Schützendivision – Oberst Iwan D. Panow
- 4. Garde-Schützen-Division – Oberst Nikolai Wladimirowitsch Jeremin
- 409. Schützen-Division – Generalmajor Eustachi Petrowitsch Grechany

24. Garde-Schützenkorps – Generalmajor Apollon Jakowljewitsch Kruse
- 6. Garde-Schützen-Division – Generalmajor Iwan Fedotowitsch Obuschenko
- 72. Garde-Schützen-Division – Generalmajor Anatoli Iwanowitsch Losew, ab 24. März Oberst Grigori Michailowitsch Batalow
- 81. Garde-Schützen-Division – Oberst Michail A. Orlow
- 309. Schützendivision – Oberst Boris Davidowitsch Ljew

Es folgte die Beteiligung der 7. Gardearmee an der Bratislava-Brno-Operation. Im Angriff standen rechts die 40. und links die 53. Armee, sowie dazwischen in der Hauptstoßrichtung die 7. Gardearmee und die 1. Garde-mechanische Kavalleriegruppe Plijew. Im Morgengrauen des 25. März gingen die Truppen nach einer kurzen, aber starken Artillerievorbereitung in die Offensive, überquerten den Hron und etablierten am Ende des Tages einen fünf Kilometer tiefen Brückenkopf am Westufer des Flusses. Am 4. April wurde Bratislava besetzt. Das 25. Garde-Schützenkorps (General Ostschenko) überquerte am 5. April die March und etablierte auf dem Westufer einen ersten Brückenkopf bei Marchegg. Ab 8. April überschritten andere Teile der 7. Gardearmee den March-Abschnitt zwischen Dürnkrut und Groissenbrunn und rückten durch das Marchfeld nach Norden vor. Bis 14. April standen die Truppen bis in den Raum sechs Kilometer nördlich von Břeclav.
Mitte April erfolgte im Raum Mistelbach die Vereinigung der 7. Gardearmee mit der aus Wien abgezogenen 6. Garde-Panzerarmee, welche wieder der Front Malinowskis unterstellt, vom Süden her, zum Stoß auf Brünn ansetzte. Um Brünn schneller besetzen zu können, wurde eine Stoßgruppe gebildet, welche neben Formationen der 53. Armee auch Panzereinheiten der 6. Gardepanzerarmee beinhaltete. Am 15. April um 10 Uhr wurde das 7. Garde-mechanisiertes Korps zwischen Potvorice-Bilovice in die Offensivzone der Armee eingeführt. Verbände der 6. Schützendivision ersetzten das 4. Garde-Kavalleriekorps vor Rajhrad, um entlang der Straße Čeľadice-Brünn vorzurücken und in Zusammenarbeit mit dem 7. Garde-mechanisierten Korps den südöstlichen Stadtrand von Brünn zu erobern. Letzteres Korps entwickelte seinen Angriff weiter über Strelice und Ostopovice, um in den südlichen und südwestlichen Stadt Novy Liskovec einzudringen. Das 4. Garde-Kavalleriekorps konnte nach Erreichen von Ostrovačice vor der linken Flanke des 7. Garde-mechanisierten Korps in Richtung Radostice das westliche Vorfeld der Stadt sichern. Brünn fiel erst am 26. April vollständig in sowjetische Hand. Die 7. Gardearmee beendete ihre Kämpfe in Böhmen Anfang Mai während der Prager Operation.

## Führung
Oberbefehlshaber
- Generalleutnant/Generaloberst Michail Stepanowitsch Schumilow, April 1943 – 9. Mai 1945

Mitglied des Kriegsrats
- Generalmajor Z. T. Serdjuk, April 1943 – September 1943
- Oberst/Generalmajor A. V. Muchin, September 1943 – 9. Mai 1945

Stabschef
- Generalmajor/Generalleutnant G. S. Lukin, April 1943 – 9. Mai 1945